# نظرية كلاوسيوس
تنص نظرية كلاوسيوس (1855) على أن النظام الديناميكي الحراري (مثل المحرك الحراري أو المضخة الحرارية) يجب أن يتبادل الحرارة مع الخزانات الخارجية ويخضع لدورة ديناميكية حرارية،
{\displaystyle \oint {\frac {\delta Q}{T_{\text{surr}}}}\leq 0,}
حيث {\displaystyle \delta Q} هي الكمية متناهية الصغر من الحرارة التي يمتصها النظام من الخزان و {\displaystyle T_{\text{surr}}} هي درجة حرارة الخزان الخارجي (المحيط) في لحظة معينة من الوقت. يتم حل التكامل المغلق على امتداد مسار عملية ديناميكية حرارية من الحالة الأولية / النهائية إلى نفس الحالة الأولية / النهائية. من حيث المبدأ، يمكن أن يبدأ التكامل المغلق وينتهي عند نقطة عشوائية على طول المسار.
إذا كان هناك عدة خزانات بدرجات حرارة مختلفة {\displaystyle \left(T_{1},T_{2},\cdots T_{n}\right)}، حينها تُقرأ متباينة كلاوسيوس كالآتي:
{\displaystyle \oint \left({\frac {\delta Q_{1}}{T_{1}}}+{\frac {\delta Q_{2}}{T_{2}}}+\cdots +{\frac {\delta Q_{n}}{T_{n}}}\right)\leq 0.}
في حالة خاصة عندما تكون العملية قابلة للعكس، فإن المساواة قائمة بدلاً من المتباينة. تُستخدم الحالة القابلة للعكس في توضيح دالة الحالة المعروفة باسم الانتروبيا. لأنه في عملية دورية يكون التباين في دالة الحالة صفرًا. بعبارة أخرى، ينص قانون كلاوسيوس على أنه من المستحيل إنشاء جهاز يكون تأثيره الوحيد هو نقل الحرارة من خزان بارد إلى خزان ساخن. بالمقابل، تتدفق الحرارة تلقائيًا من الجسم الساخن إلى الجسم الأكثر برودة، وليس العكس.
«متباينة كلاوسيوس العامة» 
{\displaystyle dS_{\text{sys}}\geq {\frac {\delta Q}{T_{\text{surr}}}}}
التغير المتناهي الصغر في الإنتروبيا S لا ينطبق فقط على العمليات الدورية، ولكن على أي عملية تحدث في نظام مغلق.